# Dnepr-1
El cohete Dnepr-1 (en ucraniano: Дніпро, Dnipró; en ruso: Днепр, Dnepr) es una lanzadera espacial de carga nombrada como el río de mismo nombre. Se trata de un misil ICBM de la Guerra Fría usado posteriormente para el lanzamiento orbital de satélites, y operado por la empresa ISC Kosmotras. El primer lanzamiento, el 21 de abril de 1999, colocó satisfactoriamente al UoSAT-12, un mini-satélite de prueba de 350 kg, en una órbita terrestre baja a 650 km de altitud.

## Misil reconvertido

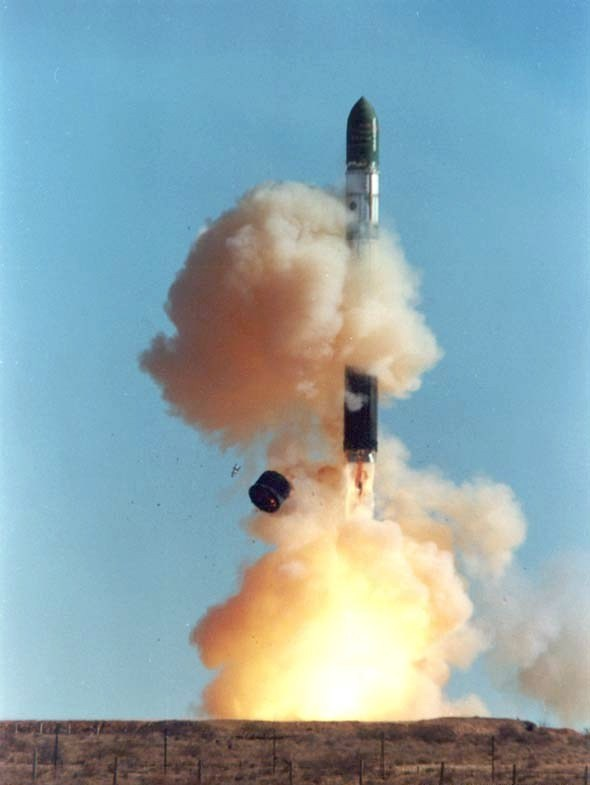
Despegue del vehículo de lanzamiento Dnepr

El diseño del lanzador Dnepr está basado en el misil ICBM R-36MUTTH - R-36M designado por la OTAN como SS-18 Satán - y diseñado por Yuzhnoye en Dnipropetrovsk, URSS, es el misil ICBM más potente fabricado por la Unión Soviética, que ahora se utiliza para lanzar satélites al espacio, desde un silo lanzador militar subterráneo de Rusia. 
El misil lanzador Dnepr es un cohete de tres etapas que utilizan propulsores líquidos hipergólicos. Algunos cohetes fueron retirados del servicio en las Fuerzas de Cohetes Estratégicos de Rusia y desarmados por los acuerdos de desarme Acuerdos SALT, firmados entre la Unión Soviética y Estados Unidos en 1979, y puestos a disposición de operadores comerciales años después por Rusia. 
En torno a 150 misiles ICBM de este modelo pueden ser reconvertidos y estar disponibles hasta el año 2020 para lanzar satélites al espacio, en forma económica y eficiente porque no es necesario construir un lanzador de satélites espaciales, el lanzamiento del cohete es la parte de más alto costo en un programa espacial para lanzar un satélite, y estos potentes cohetes ya fueron construidos durante la Guerra Fría, y ahora están disponibles para ser convertidos en lanzadores de satélites comerciales. 
El lanzador Dnepr puede ser lanzado desde el Cosmódromo de Baikonur en Kazajistán y desde la nueva base de lanzamiento de Dombarovsky, cercana a Yasni en el Óblast de Oremburgo, está disponible para lanzar satélites comerciales livianos y pequeños de países amigos, desde un silo lanzador militar subterráneo de misiles ICBM, de la misma forma como sería lanzado el misil en caso de una guerra nuclear contra Estados Unidos y Europa, durante la Guerra Fría al final del siglo pasado.
El cohete ICBM se lanza desde un silo militar subterráneo, que fue construido por la Unión Soviética durante la Guerra Fría contra Estados Unidos y Europa, para lanzar bombas atómicas en caso de una nueva guerra mundial, en forma similar al lanzamiento del misil ICBM Minuteman de Estados Unidos desde un silo lanzador subterráneo, pero tiene una primera fase de empuje en frío, esto es con un sistema de expansión de gases, para expulsar el misil ICBM del silo lanzador, luego el misil enciende sus motores principales en el aire, expulsa un anillo que lo sostiene desde la base con unos cohetes laterales y permite su primera etapa, liberando unos anillos de sujeción del misil al silo lanzador con pernos explosivos, para permitir su expulsión del silo sin dañar los motores principales del cohete y es lanzado al espacio a gran velocidad, con gran capacidad de carga y empuje, en forma muy parecida al lanzamiento de los misiles ICBM Trident II D5 desde los submarinos nucleares Clase Ohio de Estados Unidos, los submarinos nucleares Proyecto 941 «Akula» de la Unión Soviética y el nuevo submarino nuclear Clase Borey de Rusia.

## Capacidades técnicas
La lanzadera Dnepr solo contiene un pequeño número de modificaciones respecto a los misiles ICBM R-36M originales, en servicio operativo todavía en Rusia y armados con ojivas nucleares. La diferencia principal está en la parte dedicada a transportar la carga útil en la parte frontal del cohete y las modificaciones realizadas en la unidad de control de vuelo. 
La versión de referencia para lanzar satélites de la lanzadera espacial, sin mejoras o aditamentos, ofrece colocar en una órbita terrestre baja a 300 km de altitud y 50,6° una carga de 3.600 kg o bien situar 2.300 kg en una órbita geosincrónica a 300 km de altitud y con una inclinación de 98,0º y varios satélites pequeños, ligeros y económicos, conocidos como micro-satélites. 
En una misión típica, la lanzadera Dnepr transporta una carga principal de mayor tamaño, un satélite de comunicaciones, junto a una secundaria compuesta de satélites miniaturizados y CubeSats más pequeños y livianos, dentro del vehículo MIRV, que antes era utilizado para transportar múltiples ojivas nucleares y atacar objetivos enemigos, en Estados Unidos y Europa durante la Guerra Fría. 
Se están desarrollando varios Space Tugs (remolcadores espaciales) que serán ubicados en la cabeza del cohete, con nuevos y potentes motores para aumentar su alcance, permitiendo, a cambio de sacrificar volumen y carga útil del cohete, alcanzar órbitas más lejanas que requieren mayor empuje, incluyendo órbitas de escape planetario para futuras misiones de sondas no tripuladas a nuevos proyectos de Estación espacial, la Luna y Marte.

## Historial de lanzamientos
Antes de que la lanzadera espacial Dnepr entrara en servicio comercial, formó parte de las Fuerzas de Cohetes Estratégicos de la Unión Soviética y Rusia, siendo lanzado como un misil ICBM en pruebas pacíficas, en unas 160 ocasiones durante varios años, con una fiabilidad del 97%. 
El cohete ha sido utilizado con fines comerciales en veintiuna ocasiones y fallando solo en una ocasión, puede lanzar satélites desde un silo subterráneo militar, de la misma manera como sería lanzado un misil ICBM armado con armas nucleares, en caso de una guerra nuclear entre Estados Unidos y la Unión Soviética, durante la época de la Guerra Fría, en los años finales del siglo pasado.
El cohete utiliza la misma tecnología del sistema de lanzamiento de múltiples ojivas nucleares MIRV, pero los conos nucleares son retirados y en su lugar, se instalan los satélites comerciales, que serán lanzados al espacio a diferente altitud y trayectoria.
El vehículo de transporte múltiple MIRV tiene cuatro cohetes externos de combustible líquido, que pueden maniobrar en el espacio, con unas toberas de escape de gases que se mueven en forma independiente, fueron diseñados para esquivar los ataques de misiles defensivos de Estados Unidos y Europa, en caso de una guerra nuclear y lanzar los conos nucleares sobre diferentes objetivos enemigos, pero ahora transportan satélites civiles, que son liberados al espacio por el MIRV. 
| Lanzamiento | Fecha                    | Carga | Órbita                                                 | Lugar       |
| ----------- | ------------------------ | --- | ------------------------------------------------------ | ----------- |
| 1           | 21 de abril de 1999      | UoSAT-12 | OTB a 650 km, 65˚ de inclinación                       | Baikonur    |
| 2           | 26 de septiembre de 2000 | MegSat-1 (Itlia) / UniSat (Italia) / TiungSat-1 (Malasia) / SaudiSat-1A y SaudiSat 1B (Arabia Saudí) | OTB a 650 km, 65˚ de inclinación                       | Baikonur    |
| 3           | 20 de diciembre de 2002  | LatinSat 1 & LatinSat 2 (Argentina) / SaudiSat-1S (Arabia Saudí) / UniSat 2 (Italia) / Rubin 2 (Alemania) | OTB a 650 km, 65˚ de inclinación                       | Baikonur    |
| 4           | 29 de junio de 2004      | Demeter (Francia) / Saudicomsat-1, Saudicomsat 2 & Saudisat 2 (Arabia Saudí) / LatinSat C & LatinSat D (Argentina) / Unisat-3 (Italia) / Amsat Echo (EE. UU.) | Heliosincrónica a 700 km × 850 km, 98˚ de inclinación  | Baikonur    |
| 5           | 24 de agosto de 2005     | OICETS & INDEX (Japón) | Heliosincrónica a600 km x 50 km, 98˚ de inclinación    | Baikonur    |
| 6           | 12 de julio de 2006      | Genesis I (EE. UU.) | OTB a 560 km, 65˚ de inclinación                       | Dombarovsky |
| 7           | 26 de julio de 2006      | BelKA (Bielorrusia) / UniSat-4 & PiCPoT (Italia) / Baumanets (Rusia) / AeroCube-1, CP1, CP2, ICEcube-1, ICEcube-2, ION, KUTESat, Merope, Rincón 1, Mea Huaka`i (Voyager) y SACRED (EE. UU.) / HAUSAT-1 (Corea del Sur) / Ncube-1 (Noruega) / SEEDS (Japón) | No consiguió alcanzar la órbita                        | Baikonur    |
| 8           | 17 de abril de 2007      | EgyptSat 1 / SaudiSat 3 / SaudiComSat 3-7 / AKS 1 / AKS 2 / Cal Poly Picosatellite Project 3 &4 / CAPE 1 / Libertad 1 / AeroCube 2 / CubeSat TestBed 1 / MAST | Heliosincrónica de 692 km × 665 km, 98˚ de inclinación | Baikonur    |
| 9           | 15 de junio de 2007      | TerraSAR-X | OTB a 514 km, 97˚ de inclinación                       | Baikonur    |
| 10          | 28 de junio de 2007      | Genesis II | OTB a 560 km, 65˚ de inclinación                       | Dombarovsky |
| 11          | 29 de agosto de 2008     | RapidEye 1/2/3/4/5 | Heliosincrónica a 650 km, 75˚ de inclinación           | Baikonur    |
| 12          | 1 de octubre de 2008     | THEOS | Heliosincrónica a 826 km, 98.78° de inclinación        | Dombarovsky |
| 13          | 29 de julio de 2009      | DubaiSat-1 / Deimos-1 / UK-DMC 2 / Nanosat-1B / AprizeSat-3 / AprizeSat-4 | Heliosincrónica a 686 km                               | Baikonur    |
| 14          | 8 de abril de 2010       | Cryosat-2 | Polar                                                  | Baikonur    |
| 15          | 15 de junio de 2010      | Prisma, Picard, BPA-1 | Heliosincrónica                                        | Dombarovsky |
| 16          | 21 de junio de 2010      | TanDEM-X | OTB                                                    | Baikonur    |
| 17          | 17 de agosto de 2011     | Sich-2, NigeriaSat-2, NigeriaSat-X, RASAT, EduSAT, AprizeSat-5/6, BPA-2 | OTB                                                    | Dombarovsky |
| 18          | 22 de agosto de 2013     | KOMPSat-5 | OTB                                                    | Dombarovsky |
| 19          | 21 de noviembre de 2013  | STSAT-3 / DubaiSat-2 / SkySat 1 / WNISAT 1 / BRITE-PL / AprizeSat 7 / AprizeSat 8 / UniSat 5 / Delfi-n3Xt / Dove 3 / Dove 4 / Triton 1 / CINEMA 2 / CINEMA 3 / OPTOS / CubeBug 2 / GOMX 1 / NEE-02 Krysaor / FUNcube 1 / HiNCube / OPTOS / ZACUBE 1 / ICube 1 / HumSat-D / PUCP SAT - 1 / First-MOVE / UWE 3 / VELOX-P 2 / BeakerSat 1 / $50SAT / QubeScout S1 / Wren / Pocket-PUCP / BPA 3 | OTB                                                    | Dombarovsky |
| 20          | 19 de junio de 2014      | KazEOSat-2 (DZZ-MRES), Deimos-2, Hodoyoshi-3, Hodoyoshi-4, BugSat-1, SaudiSat-4, AprizeSat-9, AprizeSat-10, UniSat-6, Tigrisat, AeroCube 6, ANTELSAT, Lemur-1, BRITE-CA 1, BRITE-CA 2, NanosatC-Br1, Duchifat-1, Perseus-M1, Perseus-M2, QB50P1, QB50P, Tablesat-Avrora, 11 satélites Flock-1c, POPSAT-HIP 1, PACE, PolyITAN, DTUSat-2.                                                     | OTB                                                    | Dombarovsky |
| 21          | 6 de noviembre de 2014   | ASNARO-1, Hodoyoshi-1, Tsubame, ChubuSat-1, QSAT-EOS | OTB                                                    | Dombarovsky |
| 22          | 25 de marzo de 2015      | KompSat-3A | OTB                                                    | Dombarovsky |

## Lanzamiento fallido
El comité investigador del lanzamiento fallido del 26 de julio de 2006 concluyó que el fallo fue causado por el funcionamiento defectuoso de la unidad de bombeo hidráulico de la cámara de combustión número 4. La situación produjo una posterior pérdida de control en el cohete, y un cese en la potencia de empuje 74 segundos después de haber sido lanzado. El cohete impactó a 150 km del lugar del lanzamiento, en una zona despoblada de Kazajistán. El combustible tóxico contaminó la zona, obligando a Rusia a pagar 1,1m $ como compensación. El cohete accidentado tenía más de 20 años. Los procedimientos de lanzamiento fueron posteriormente modificados para impedir funcionamientos defectuosos como los de este tipo.